# Franz Georg Hermann
Pour les articles homonymes, voir Hermann.
Franz Georg Hermann né le 29 décembre 1692 à Kempten, mort le 25 novembre 1768 au même endroit est un peintre allemand de style baroque.
Il a en particulier réalisé les fresques de l'abbaye Saint-Magne de Füssen et de Schussenried.

## Galerie

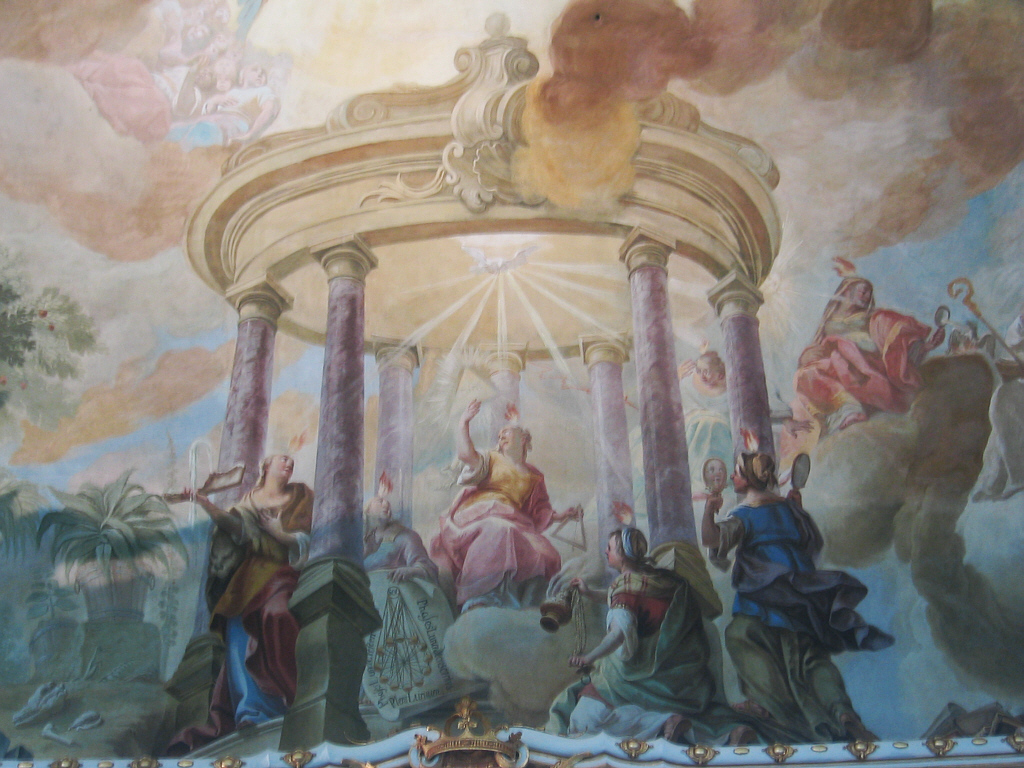
Temple du Saint-Esprit
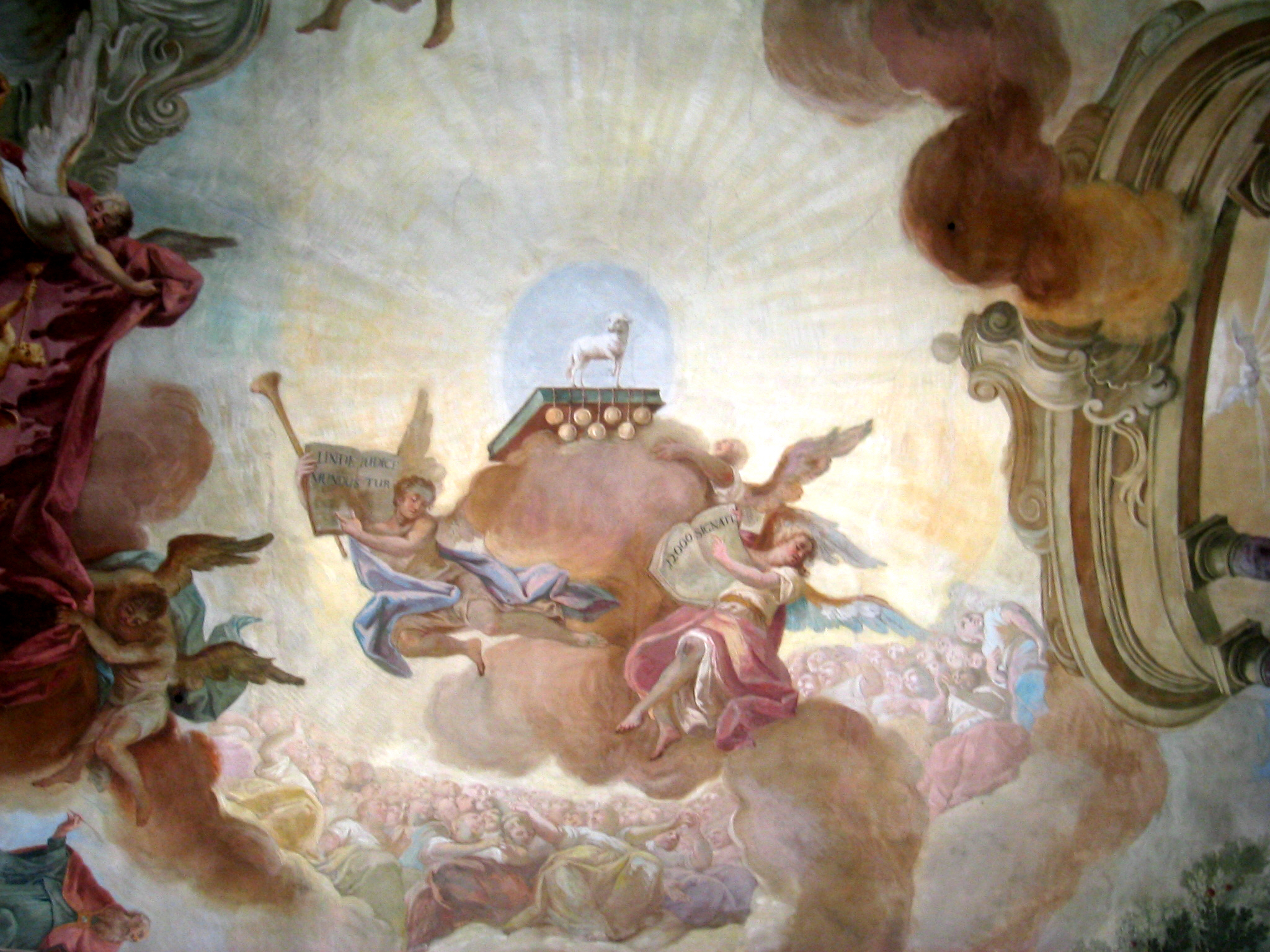
Jour du jugement
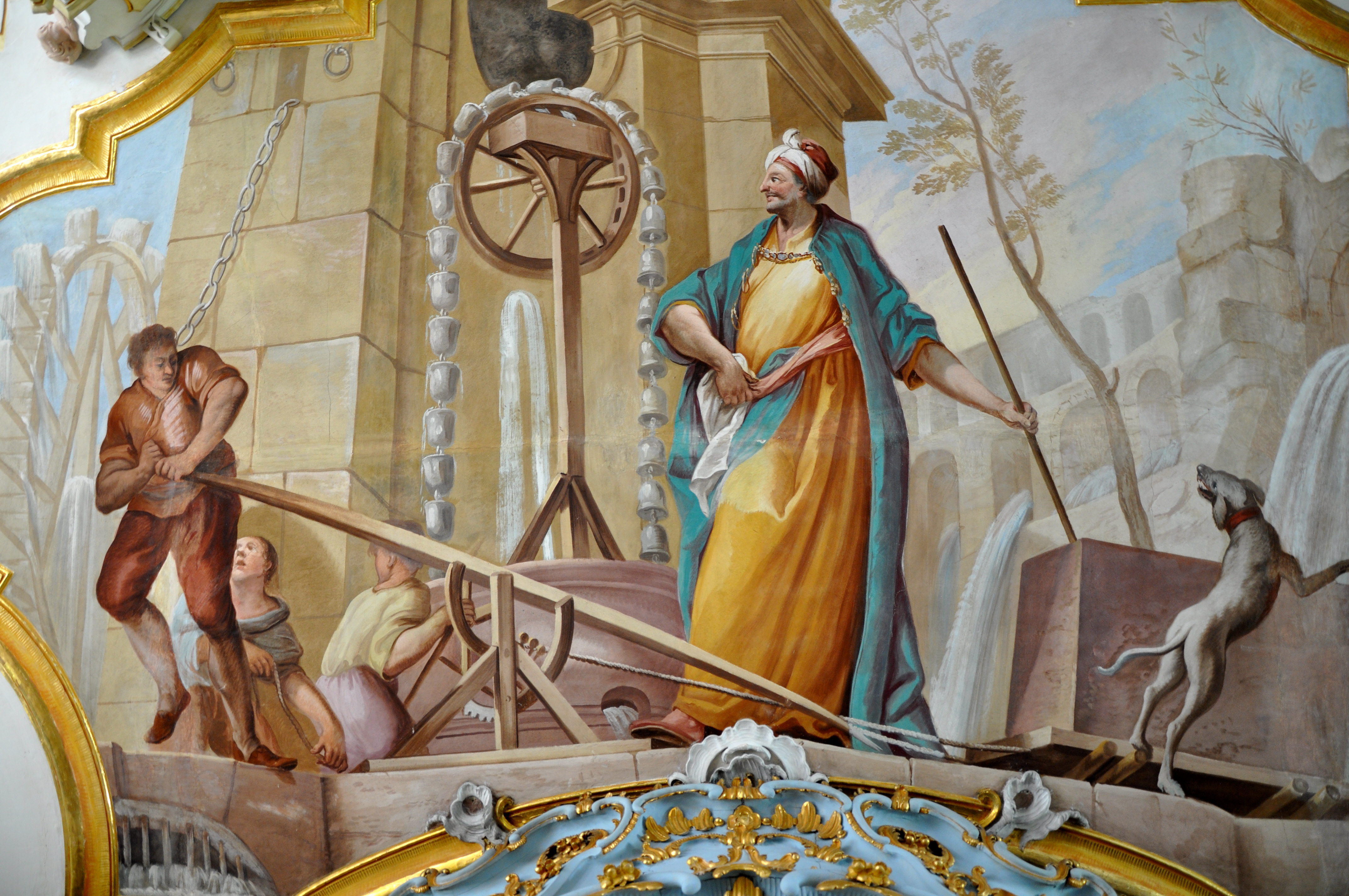
Les Quatre éléments (l'eau)
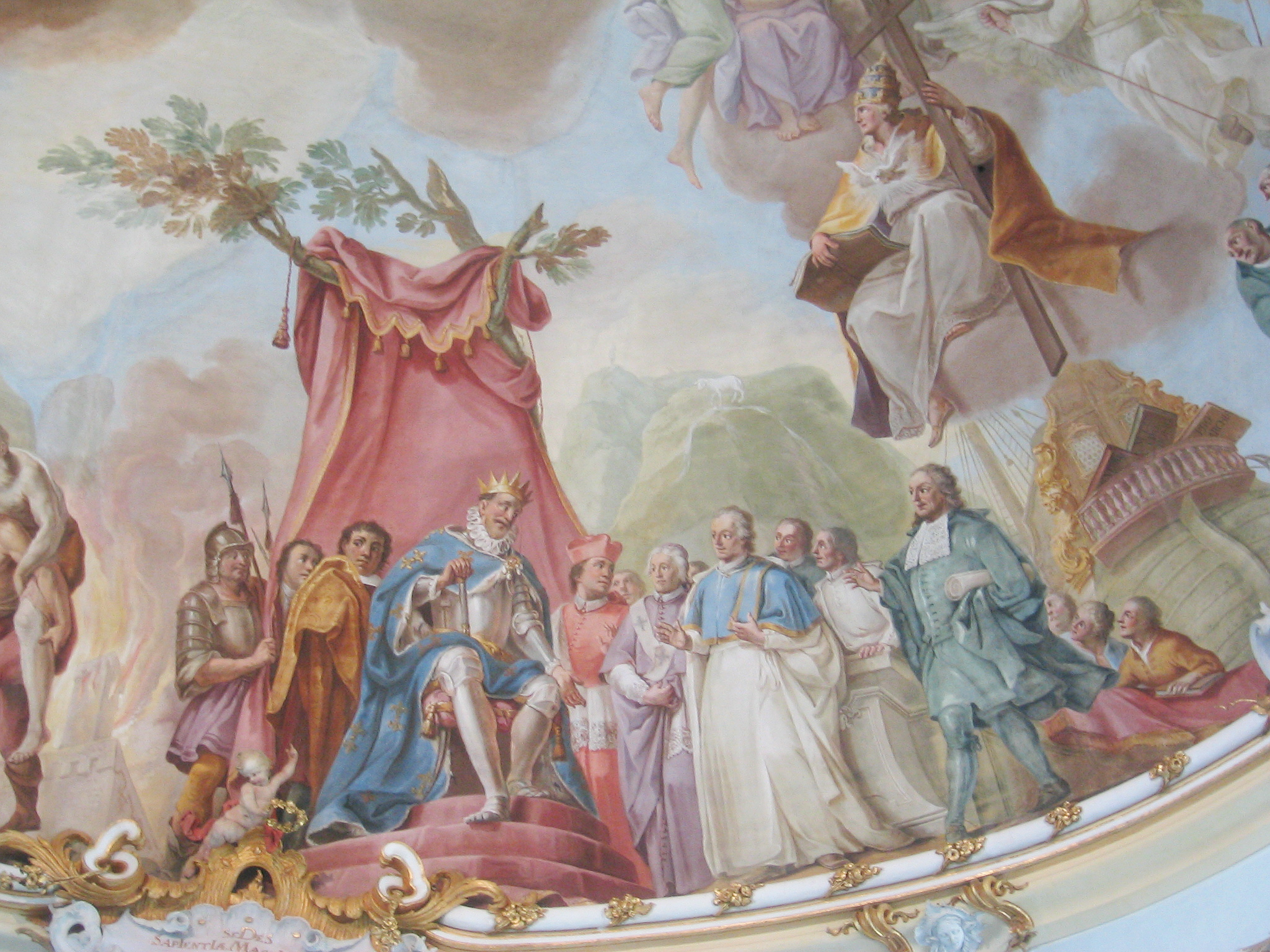
Groupe d'hommes sages avec Louis XIV.